# Miami Vice (película)
Miami Vice (Corrupción en Miami en España) es una película de 2006 basada en la serie homónima y dirigida por Michael Mann, quien era el productor de la serie.

## Argumento
Los detectives James "Sonny" Crockett (Colin Farrell) y Ricardo Tubbs (Jamie Foxx) trabajan en la unidad antivicio del Departamento de Policía de Miami. En medio de una operación menor reciben un "soplo" sobre los posibles culpables de la muerte de dos agentes federales y la masacre de una familia. En el caso están implicados miembros del propio departamento.
Autorizados por el teniente Castillo (Barry Shabaka Henley), y con la ayuda del agente federal John Fujima (Ciarán Hinds), los dos detectives se infiltran bajo una nueva identidad en una red de tráfico de drogas para averiguar quiénes son los responsables de la muerte de sus amigos e investigar el Nuevo Orden del Crimen Organizado.
Para ello Sonny no duda en usar, intimar y enamorar a Isabella (Gong Li) la amante de uno de los mafiosos intermediarios para poder penetrar en la entramada red que conducirá al cruel y refinado Montoya (Luis Tosar), quien es protegido por peligrosos matones sin escrúpulos quienes no dudaran en atacar a la familia de Tubbs como venganza.

## Producción

### Desarrollo
Jamie Foxx compró la idea para revivir Miami Vice con el productor de la serie Michael Mann de nuevo tras la cámara, con Foxx como productor ejecutivo y a Universal Pictures como distribuidora.
Los trajes que luce Foxx en el filme fueron diseñados por Ozwald Boateng.

### Rodaje
La película fue filmada en Miami. También fue filmada en otros lugares en Sudamérica como en Atlántida (Uruguay), la cual hacía de La Habana (Cuba). Montevideo (Uruguay), Banco de Génova en la película. Ciudad del Este (Paraguay) y parque nacional de Iguazú, entre otros.
Algunos miembros del equipo criticaron a Mann por su decisión de rodar en condiciones climáticas peligrosas y zonas "que incluso la policía evitaba". Foxx tuvo una actitud de divo durante el rodaje, negándose a volar en aviones comerciales y forzando a la productora a poner un jet privado a su servicio. Tras algunos incidentes en el set la República Dominicana el 24 de octubre de 2005, Foxx huyó del rodaje y se negó a volver hasta que Mann no cambiase el final de la película. Algunos de los personajes que actúan en el filme son auténticos traficantes de droga.

### Música
Jan Hammer, quien compuso la música para la serie de televisión de los 80 fue descartado por Mann para la banda sonora ya que quería algo más actual. Nostálgicos de la serie inundaron a Universal con peticiones para incluir el tema original, pero Mann se negó. La BSO incluye: 
1. Nonpoint - "In the Air Tonight"
2. Moby featuring Patti LaBelle - "One of These Mornings"
3. Mogwai - "We're No Here"
4. Nina Simone - "Sinner Man (Felix da Housecat's Heavenly House Mix)"
5. Mogwai - "Auto Rock"
6. Manzanita - "Arranca"
7. India.Arie - "Ready for Love"
8. Goldfrapp - "Strict Machine"
9. Emilio Estefan - "Pennies in My Pocket"
10. King Britt - "New World in My View"
11. Blue Foundation - "Sweep"
12. Moby - "Anthem"
13. Freaky Chakra - "Blacklight Fantasy"
14. John Murphy - "Mercado Nuevo"
15. John Murphy - "Who Are You"
16. King Britt & Tim Motzer - "Ramblas"
17. Klaus Badelt & Mark Batson - "A-500"

## Comentarios
Muchas opiniones sostienen que esta versión cinematográfica, pese a estar dirigida por el mismo director y productor que la serie, no conserva el espíritu de la serie original. Otras voces sostienen que mantiene toda su esencia aunque con una estética acorde a la época actual (recordemos que la serie original era un icono estético de los 80 que patinaría hoy día). Cabe destacar las actuaciones de la actriz china Gong Li y del español Luis Tosar como los traficantes a los que intentan apresar. 